# Bob Love
Robert Earl "Bob" Love (Bastrop, Luisiana, 8 de diciembre de 1942-Chicago, Illinois, 18 de noviembre de 2024) fue un jugador de baloncesto estadounidense que jugó durante once temporadas en la NBA. Fue un alero versátil de 2,03 metros de altura que podía tirar a canasta indistintamente con ambas manos. Luego trabajó en el personal técnico de los Bulls.

## Trayectoria deportiva

### Universidad
Jugó con los Jaguars de la Southern University, siendo el primer jugador de esa universidad en ser nombrado All-American.

### Profesional
Fue elegido en la cuarta ronda del Draft de la NBA de 1965 por Cincinnati Royals, pero prefirió ir a jugar a la Eastern Basketball League, donde, tras promediar 25 puntos por partido ganó el premio de rookie del año, y sobre todo le dio confianza para dar el salto a la NBA. 
Así que firmó con los Cincinnati Royals y los dos años siguientes los jugaría en Cincinnati, pero saliendo del banquillo y con pocos minutos. 
En 1968, los Milwaukee Bucks lo eligieron en el Draft de Expansión de esa temporada, traspasándolo, junto a Bob Weiss, a Chicago Bulls a cambio de Flynn Robinson, a mitad de la misma.
Love renació en los Bulls de Dick Motta. En la temporada 1969-70 consiguió el puesto de titular, promediando 21 puntos y 8,7 rebotes. En las dos siguientes temporadas sus cifras fueron aún mejores, promediando 25,2 y 25,8 puntos respectivamente, ganándose en las dos temporadas el jugar el All-Star Game y el aparecer en el segundo mejor quinteto de la liga en ambas. Fue elegido también en otras dos ocasiones en el segundo mejor quinteto defensivo de la liga.
Se retiró en 1977, tras un breve paso por New York Nets y Seattle Supersonics. En 11 temporadas promedió 17,6 puntos y 5,9 rebotes por partido.

## Estadísticas de su carrera en la NBA

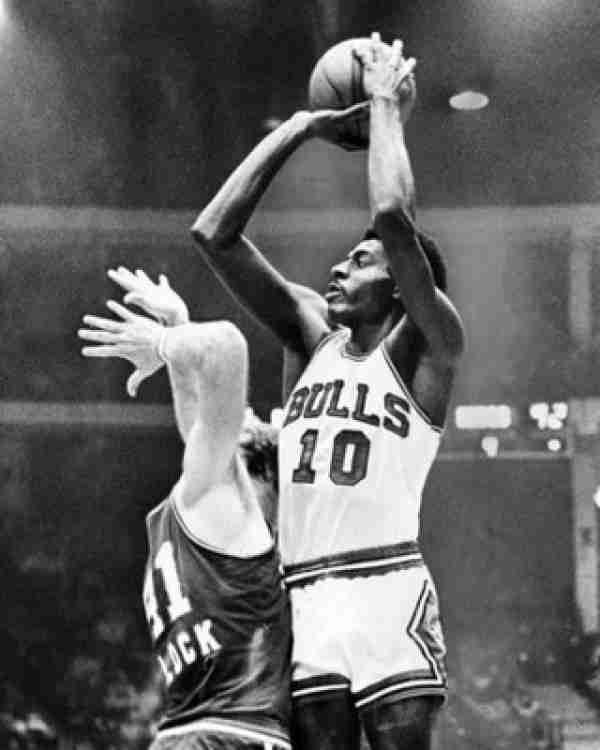
Love con los Bulls.

|  | Líder de la liga |

### Temporada regular
| Año     | Equipo     | PJ  | PT | MPP  | %TC  | %3P | %TL  | RPP | APP | ROB | TPP | PPP  |
| ------- | ---------- | --- | -- | ---- | ---- | --- | ---- | --- | --- | --- | --- | ---- |
| 1966–67 | Cincinnati | 66  | -  | 16.3 | .429 | -   | .633 | 3.9 | .7  | -   | -   | 6.7  |
| 1967–68 | Cincinnati | 72  | -  | 14.8 | .424 | -   | .684 | 2.9 | .8  | -   | -   | 6.4  |
| 1968–69 | Milwaukee  | 14  | -  | 16.2 | .368 | -   | .763 | 4.6 | .2  | -   | -   | 7.6  |
| 1968–69 | Chicago    | 35  | -  | 9.0  | .416 | -   | .724 | 2.5 | .4  | -   | -   | 5.1  |
| 1969–70 | Chicago    | 82  | -  | 38.1 | .466 | -   | .842 | 8.7 | 1.8 | -   | -   | 21.0 |
| 1970–71 | Chicago    | 81  | -  | 43.0 | .447 | -   | .829 | 8.5 | 2.3 | -   | -   | 25.2 |
| 1971–72 | Chicago    | 79  | -  | 39.3 | .442 | -   | .784 | 6.6 | 1.6 | -   | -   | 25.8 |
| 1972–73 | Chicago    | 82  | -  | 37.0 | .431 | -   | .824 | 6.5 | 1.5 | -   | -   | 23.1 |
| 1973–74 | Chicago    | 82  | -  | 40.1 | .417 | -   | .818 | 6.0 | 1.6 | 1.0 | .3  | 21.8 |
| 1974–75 | Chicago    | 61  | -  | 39.4 | .429 | -   | .830 | 6.3 | 1.7 | 1.0 | .2  | 22.0 |
| 1975–76 | Chicago    | 76  | -  | 37.1 | .390 | -   | .801 | 6.7 | 1.9 | .8  | .1  | 19.1 |
| 1976–77 | Chicago    | 14  | -  | 35.4 | .338 | -   | .761 | 5.2 | 1.6 | .6  | .1  | 12.2 |
| 1976–77 | New York   | 13  | -  | 17.5 | .462 | -   | .846 | 2.9 | .3  | .1  | .2  | 10.1 |
| 1976–77 | Seattle    | 32  | -  | 14.1 | .372 | -   | .872 | 2.7 | .7  | .4  | .1  | 4.1  |
| Total   | Total      | 789 | -  | 31.8 | .429 | -   | .805 | 5.9 | 1.4 | .8  | .2  | 17.6 |

### Playoffs
| Año     | Equipo  | PJ | PT | MPP  | %TC  | %3P | %TL  | RPP | APP | ROB | TPP | PPP  |
| ------- | ------- | -- | -- | ---- | ---- | --- | ---- | --- | --- | --- | --- | ---- |
| 1969–70 | Chicago | 5  | -  | 34.4 | .385 | -   | .792 | 9.2 | .8  | -   | -   | 11.8 |
| 1970–71 | Chicago | 7  | -  | 47.1 | .491 | -   | .806 | 7.3 | 1.4 | -   | -   | 26.7 |
| 1971–72 | Chicago | 4  | -  | 43.3 | .360 | -   | .846 | 6.8 | 1.8 | -   | -   | 18.8 |
| 1972–73 | Chicago | 7  | -  | 44.9 | .459 | -   | .732 | 9.6 | 3.3 | -   | -   | 23.7 |
| 1973–74 | Chicago | 11 | -  | 44.5 | .405 | -   | .763 | 5.7 | 2.2 | 1.3 | .5  | 23.0 |
| 1974–75 | Chicago | 13 | -  | 44.8 | .437 | -   | .779 | 7.5 | 1.5 | .8  | .4  | 25.8 |
| Total   | Total   | 47 | -  | 43.9 | .431 | -   | .776 | 7.5 | 1.9 | 1.0 | .4  | 22.9 |

## Vida personal
Love tenía un grave problema de tartamudez, hasta el punto de que, una vez finalizada su carrera en la NBA, el único trabajo que encontró fue de friegaplatos y asistente en la tienda Nordstrom de Seattle.
En la década de 1980, con el apoyo del director de la tienda, John Nordstrom, empezó a trabajar con la logopeda Susan Hamilton, que le ayudó a superar su tartamudez. Superó su discapacidad del habla y se convirtió en orador motivacional.
En 1992, los Bulls le contrataron como Director of Community Affairs, donde habló a miles de adolescentes, dando cientos de conferencias al año.
Falleción en Chicago, tras una larga batalla contra el cáncer, el 18 de noviembre de 2024, a la edad de 81 años. Los Bulls lo comunicaron en sus redes sociales ese mismo día.